# آب سوخته
آب سوخته نام رمان معروفی نوشته کارلوس فوئنتس نویسنده سرشناس مکزیکی است. آب سوخته، رمانی کوتاه و چهارقسمتی است که فوئنتس آن را در سال ۱۹۸۰ با نام اصلی Agua Quemada، منتشر کرده‌است.
مترجم این کتاب علی اکبر فلاحی است که توسط نشر ققنوس در سال ۱۳۸۹ به چاپ رسید. این کتاب اولین اثر کارلوس فوئنتس است که به‌طور مستقیم از اسپانیایی به فارسی برگردان شده‌است.

## پرداخته‌ها
فوئنتس در کتاب آب سوخته به تشریح بی‌عدالتی‌های اجتماعی و فقر و فلاکت مردم مکزیک و ساکنان شهر مکزیکوسیتی می‌پردازد، به عوامل و ریشه‌های اجتماعی انقلاب مکزیک اشاره می‌کند. انحصار توزیع قدرت و ثروت را به تیغ نقد می‌کشد و به دنبال توضیح دلیل بروز معضلات اجتماعی و اقتصادی در جامعه شهرنشین مکزیک است. جامعه‌ای که صحنه کشمکش سنت و مدرنیته است و در این میانه زندگی شخصیت‌های این رمان هم رقم می‌خورد.
این اثر حاصل پیوند روایت زندگی چهار شخصیت از جامعهٔ مکزیک است. شهر مکزیکوسیتی، صحنهٔ وقوع تمامی ماجراهاست. در این فضاست که تجارب تلخ و شیرین شخصیت‌های داستان به هم پیوند می‌خورند. در حقیقت شخصیت اصلی هر چهار داستان، شهر مکزیکو است: عرصهٔ رقت‌بار جهان‌شمولی دهکده‌ای غول‌آسا.

### موضوع
این اثر حاصل پیوند روایت زندگی ۴ شخصیت از جامعه مکزیک است. ژنرال پیری که هنوز غرق در خاطرات انقلاب مکزیک است و روز به روز در فساد و تباهی فرومی‌رود. او باور ندارد که انقلاب و دورهٔ انقلابی‌ها به پایان رسیده‌است به همین دلیل به جای حمایت از اطرافیانش، به آن‌ها به چشم رقیب نگاه می‌کند و همه روابط ارزشمند زندگی خصوصی اش را از دست می‌دهد. پیرزنی فراموش شده ساکن محله‌های قدیمی مرکز شهر و رابطه مبهمش با پسرک افلیج همسایه. او هم برای جبران نبود سایه یک حامی، یک مرد یا همسر و از سوی دیگر برای حفظ دخترش از دست درازی پسر ارباب؛ به دخترکش چنین القا می‌کند که فلج است و باید روی صندلی چرخدار بنشیند، بدین خیال که هیچ‌کس، هرقدر هم که پست باشد به یک دختر افلیج دست درازی نمی‌کند. پیرپسری ثروتمند که هرگز طعم فقر را نچشیده و بیهوده می‌کوشد تا گذر زمان را انکار کند و به همین دلیل از درک واقعیتی که احاطه‌اش کرده عاجز است و فقط نگران حفظ بهشت کوچک خود است، خانه‌ای اعیانی ولی قدیمی که آسمان خراش‌های شهر آن را احاطه کرده‌اند و گویی آن را در خود می‌بلعند. پسری ساکن حاشیه
نشین‌های محروم شهر که از بیغوله‌ها سر درآورده و برای نجات خویش از نابرابری‌های اجتماعی سرانجام انسانیت و شرافتش را می‌فروشد و به صف مزدوران کسی می‌پیوندد که در اصل مسبب تمامی بدبختی‌های اوست.